# Csehszlovák férfi kézilabda-bajnokság (első osztály)
A Csehszlovák férfi kézilabda-bajnokság első osztálya a legmagasabb osztályú csehszlovák férfi kézilabda-bajnokság volt. A bajnokságot 1950 és 1993 között rendezték meg, utána Csehszlovákia felbomlása miatt cseh és szlovák bajnokságokat rendeznek. A legeredményesebb klub a Dukla (ATK, ÚDA) Praha.
A kézilabda mellett a házená nevű, cseh eredetű, a kézilabdára nagyon hasonlító játékban már korábban is volt országos bajnokság (és a nagypályás kézilabdával ellentétben egészen napjainkig rendeznek bajnokságot). Mivel az 1950-es évektől a kézilabdát is házenának hívták, ezért innentől kezdve česká, majd národní házená néven különböztették meg. 1941-ben a döntőt nem tudták lejátszani, ezért nem avattak bajnokot.

## Kispályás bajnokságok
| Év   | 1. hely       | 2. hely             | 3. hely                |
| ---- | ------------- | ------------------- | ---------------------- |
| 1950 | ATK Praha     | GZ Královo Pole     | Svit Gottwaldov        |
| 1951 | –             |                     |                        |
| 1952 | –             |                     |                        |
| 1953 | ÚDA Praha     | Spartak Trnava Kovo |                        |
| 1954 | ÚDA Praha     | Spartak Plzeň       | Tatran Prešov          |
| 1955 | ÚDA Praha     | Spartak Plzeň       | Spartak Brno           |
| 1956 | Dukla Praha   | Spartak Plzeň       | Dukla Plzeň            |
| 1957 | –             |                     |                        |
| 1958 | Dukla Praha   | Spartak Plzeň       | Spartak Praha Sokolovo |
| 1959 | Dukla Praha   | Tatran Prešov       | Spartak Plzeň          |
| 1960 | TJ Gottwaldov | Dukla Praha         | Spartak Plzeň          |
| 1961 | Dukla Praha   | Tatran Prešov       | Spartak Plzeň          |
| 1962 | Dukla Praha   | Tatran Prešov       | Spartak Plzeň          |
| 1963 | Dukla Praha   | Spartak Plzeň       | TJ Gottwaldov          |
| 1964 | Dukla Praha   | Tatran Prešov       | Slávia Trnava          |
| 1965 | Dukla Praha   | Tatran Prešov       | Spartak Plzeň          |
| 1966 | Dukla Praha   | Tatran Prešov       | Škoda Plzeň            |
| 1967 | Dukla Praha   | Baník Karviná       | Tatran Prešov          |
| 1968 | Baník Karviná | Dukla Praha         | Tatran Prešov          |
| 1969 | Tatran Prešov | Dukla Praha         | Baník Karviná          |
| 1970 | Dukla Praha   | Škoda Plzeň         | Tatran Prešov          |
| 1971 | Tatran Prešov | Škoda Plzeň         | Dukla Praha            |
| 1972 | Baník Karviná | Škoda Plzeň         | Tatran Prešov          |
| 1973 | ČH Bratislava | Tatran Prešov       | VSŽ Košice             |
| 1974 | Škoda Plzeň   | Tatran Prešov       | Baník Karviná          |
| 1975 | ČH Bratislava | Tatran Prešov       | Dukla Praha            |
| 1976 | ČH Bratislava | Škoda Plzeň         | Baník Karviná          |
| 1977 | Dukla Praha   | Tatra Kopřivnice    | ČH Bratislava          |
| 1978 | VSŽ Košice    | Dukla Praha         | Tatran Prešov          |
| 1979 | Dukla Praha   | Lokomotíva Trnava   | Slavia Praha           |
| 1980 | Dukla Praha   | VSŽ Košice          | Lokomotíva Trnava      |
| 1981 | VSŽ Košice    | Dukla Praha         | Slavia Praha           |
| 1982 | Dukla Praha   | VSŽ Košice          | Tatran Prešov          |
| 1983 | Dukla Praha   | VSŽ Košice          | Lokomotíva Trnava      |
| 1984 | Dukla Praha   | Škoda Plzeň         | ČH Bratislava          |
| 1985 | Dukla Praha   | Lokomotíva Trnava   | Tatran Prešov          |
| 1986 | Dukla Praha   | Tatra Kopřivnice    | Slavia Praha           |
| 1987 | Dukla Praha   | Baník Karviná       | Tatran Prešov          |
| 1988 | Dukla Praha   | Tatran Prešov       | Baník Karviná          |
| 1989 | VSŽ Košice    | ČH Bratislava       | Dukla Praha            |
| 1990 | Dukla Praha   | Baník Karviná       | ČH Bratislava          |
| 1991 | Dukla Praha   | VSŽ Košice          | Baník Karviná          |
| 1992 | Dukla Praha   | Tatran Prešov       | Baník Karviná          |
| 1993 | Tatran Prešov | Tatra Kopřivnice    | ŠKP Bratislava         |

## Házená bajnokságok
| Év   | 1. hely               | 2. hely                        | 3. hely                                  |
| ---- | --------------------- | ------------------------------ | ---------------------------------------- |
| 1923 | SK Hodolany           | Union Žižkov                   | Achilles Brno és Sokol Soběslav          |
| 1924 | Sokol I. Prostějov    | Achilles Brno                  | Slavia Praha és Sokol Soběslav           |
| 1925 | SK Slavia             | Studentský SK Mladá Boleslav   | SK Doudlevce és Sokol Soběslav           |
| 1926 | SK Slavia             | SK Doudlevce                   | Studentský SK Mladá Boleslav és VS Tábor |
| 1927 | Ikar Plzeň            | SK Slavia                      | Moravská Ostrava                         |
| 1928 | Ikar Plzeň            | SK Olomouc                     | Úředníci Karlín és Moravská Slavia Brno  |
| 1929 | Ikar Plzeň            | Moravská Ostrava               | Úředníci Karlín és Sokol I. Prostějov    |
| 1930 | Moravská Slavia Brno  | Ikar Plzeň                     | Moravská Ostrava és Viktoria Žižkov      |
| 1931 | Sokol I. Prostějov    | Moravská Slavia Brno           | Viktoria Žižkov és Sokol Radvanice       |
| 1932 | Ikar Plzeň            | Moravská Slavia Brno?          | Viktoria Žižkov?                         |
| 1933 | Ikar Plzeň            | Sokol I. Prostějov             | Viktoria Žižkov? és ?                    |
| 1934 | Sokol I. Prostějov    | Viktoria Žižkov                | ? és Viktoria Plzeň                      |
| 1935 | Ikar Plzeň            | Sokol I. Prostějov             | Sokol Vinohrady és Sokol Rokytnice       |
| 1936 | Star Plzeň            | Sokol Královo Pole             | Ikar Plzeň? és Sokol Kokory?             |
| 1937 | Star Plzeň            | Sokol Královo Pole             | Viktoria Plzeň és Sokol Znojmo           |
| 1938 | —                     |                                |                                          |
| 1939 | Sokol Královo Pole    | Star Plzeň                     | Sokol I. Prostějov és SK Ejpovice        |
| 1940 | Star Plzeň            | Sokol Zlín                     | HC Holoubkov és Sokol Rokytnice          |
| 1941 | —                     | Star Plzeň és Sparta Brno      | AC Sparta és Baťa Zlín                   |
| 1942 | SK Slavia             | Baťa Zlín                      | Stadion Rokycany és Sparta Brno          |
| 1943 | Stadion Rokycany      | Sparta Brno                    | Star Plzeň és Moravská Slavia Brno       |
| 1944 | SK Holešov            | Ikar Kukleny                   | Baťa Zlín és SK Slavia                   |
| 1945 | —                     |                                |                                          |
| 1946 | SK Holešov            | Star Plzeň                     | Sokol Královo Pole                       |
| 1947 | Baťa Zlín             | Star Plzeň                     | Sokol Brno IV. és Ikar Kukleny           |
| 1948 | Sokol Botostroj Zlín  | Sokol Ikar Kukleny             | Sokol Brno IV. és Sokol Plzeň IV.        |
| 1949 | Sokol Svit Gottwaldov | ATK Praha                      | VSJ Bratislava                           |
| 1950 | ATK Praha             | Sokol Plzeň V.                 | ČSSZ Hradec Králové?                     |
| 1951 | ATK Praha             | Sokol Škoda Hradec Králové     | Sokol Holešov                            |
| 1952 | ATK Praha             | ZVIL Plzeň                     | Včela Dynamo Most                        |
| 1953 | Spartak Plzeň         | Tatran Třeboň                  | ÚDA Praha                                |
| 1954 | ÚDA Praha             | Sokol Telnice                  | Spartak Plzeň LZ és Sokol Moravany       |
| 1955 | ÚDA Praha             | Spartak Plzeň LZ               | Sokol Telnice                            |
| 1956 | Spartak Plzeň ZVIL    | Baník Chomutov                 | Jiskra Dvůr Králové                      |
| 1957 | Sokol Bolevec         | Jiskra Zubří                   | Spartak Plzeň ZVIL                       |
| 1958 | Spartak Plzeň ZVIL    | Spartak Nusle Závody 9. května | Jiskra Zubří                             |
| 1959 | Tatran Holešov        | Sokol Stará Ves                | Spartak Praha Závody 9. května           |
| 1960 | Spartak Plzeň ZVIL    | Jiskra Třeboň                  | VTŽ Chomutov                             |
| 1961 | Jiskra Třeboň         | Baník Rokycany                 | Sokol Stará Ves                          |
| 1962 | Baník Most            | Jiskra Třeboň                  | Dukla Jince                              |
| 1963 | Kovohutě Rokycany     | VŽKG Ostrava                   | Baník Stupno                             |
| 1964 | Kovohutě Rokycany     | Sokol Stará Ves                | Sokol Bolevec                            |
| 1965 | Kovohutě Rokycany     | VŽKG Ostrava                   | Sokol Stará Ves                          |
| 1966 | Baník Most            | Dukla Příbram                  | Sokol Stará Ves                          |
| 1967 | VŽKG Ostrava          | Baník Most                     | Dukla Příbram                            |
| 1968 | VŽKG Ostrava          | Baník Most                     | Sokol Ejpovice                           |
| 1969 | Dukla Příbram         | Sokol Ejpovice                 | Kovohutě Rokycany                        |
| 1970 | Dukla Příbram         | Baník Most                     | Sokol Ejpovice                           |
| 1971 | Sokol Ejpovice        | TJ Přeštice                    | VŽKG Ostrava                             |
| 1972 | TJ Přeštice           | VŽKG Ostrava                   | Tesla Nýřany                             |
| 1973 | TJ Přeštice           | Tesla Nýřany                   | Sokol Rokytnice                          |
| 1974 | TJ Přeštice           | Tesla Nýřany                   | Dukla Most                               |
| 1975 | TJ Přeštice           | Tesla Nýřany                   | Sokol Červený Hrádek                     |
| 1976 | TJ Přeštice           | CHZ Litvínov                   | Sokol Rokytnice                          |
| 1977 | CHZ Litvínov          | TJ Přeštice                    | Sokol Podhorní Újezd                     |
| 1978 | CHZ Litvínov          | Sokol Žeravice                 | Sokol Podhorní Újezd                     |
| 1979 | TJ Přeštice           | Sokol Žeravice                 | CHZ Litvínov                             |
| 1980 | TJ Přeštice           | Sokol Žeravice                 | Tesla Nýřany                             |
| 1981 | Sokol Podhorní Újezd  | TJ Přeštice                    | Tesla Nýřany                             |
| 1982 | Sokol Podhorní Újezd  | TJ Přeštice                    | LIAZ Přerov                              |
| 1983 | Sokol Podhorní Újezd  | TJ Přeštice                    | Sokol Rokytnice                          |
| 1984 | TJ Přeštice           | LIAZ Přerov                    | Sokol Podhorní Újezd                     |
| 1985 | Sokol Studénka        | LIAZ Přerov                    | TJ Plzeň-Újezd                           |
| 1986 | TJ Přeštice           | TJ Plzeň-Újezd                 | Sokol Stupno                             |
| 1987 | LIAZ Přerov           | TJ Přeštice                    | TJ Studénka                              |
| 1988 | LIAZ Přerov           | Sokol Stupno                   | TJ Přeštice                              |
| 1989 | LIAZ Přerov           | Sokol Stupno                   | TJ Studénka                              |
| 1990 | LIAZ Přerov           | TJ Studénka                    | TJ Přeštice                              |
| 1991 | LIAZ Přerov           | Tesla Nýřany                   | Sokol Stará Ves                          |
| 1992 | LIAZ Přerov           | Sokol Stupno                   | Sokol Stará Ves                          |
| 1993 | LIAZ Přerov           | TJ Příchovice                  | TJ Stará Ves                             |

## Lásd még
- Csehszlovák női kézilabda-bajnokság (első osztály)
- Cseh férfi kézilabda-bajnokság (első osztály)
- Szlovák férfi kézilabda-bajnokság (első osztály)